# Polonia encantada
Polonia encantada (Haunted Poland en inglés y Nawiedzona Polska en polaco) es una película polacoestadounidense de terror de 2011 dirigida y producida por Pau Masó.

## Argumento
La película está grabada en formato de metraje encontrado y describe el viaje de una pareja residente en Estados Unidos: Pau y Ewelina Lukaszewska (Pau Masó y Ewelina Lukaszewska) que deciden viajar hasta Chodecz, ciudad natal de Ewelyn y donde vive su familia (Krystyna Grzelak y Miroslaw Grzelak), para que ellos conozcan al novio de la joven.
Una vez que llegan, Ewelyna decide visitar el cementerio en el que están enterrados sus padres, y aunque al principio la estancia en el país es idílica, a la semana empiezan a suceder fenómenos extraños que ponen en peligro sus vidas.
Ewelyna cree que los sucesos guardan relación con su adolescencia cuando jugó a la ouija, sin embargo su novio se mantiene escéptico a pesar de los fenómenos.

## Reparto
- Ewelina Lukaszewska es Ewelyna.
- Pau Masó es Pau.
- Irene González es Irene.
- Dominik Lukszewski es Hermano de Ewelyna.
- Krystyna Grzelak es Abuela de Ewelyna.
- Miroslaw Grzelak es Tío de Ewelyna.

## Producción y recepción
El rodaje de la película comenzó en julio de 2011 y la filmación se hizo en una semana.
El 20 de noviembre de 2011 se estrenó en el Festival Internacional de Cine Americano y en el de Sundance.
Polonia encantada recibió críticas negativas por parte de los críticos y acusaron el trabajo de Masó de ser una mera copia de Paranormal Activity. Debido a la reacción negativa del tráiler de la película, el director declaró en Dread Central que: "Polonia encantada se produjo como un proyecto experimental y que no se trata de una producción hollywoodiense de 20 millones de dólares, sino que se rodó con una sola cámara y con un presupuesto de 1.000." Tras su comentario, añadió que se trata de una producción independiente de aproximadamente 90 minutos.
A pesar de las malas críticas, Pau Masó se hizo con el galardón en el AIFF a la "Mejor película/Documental/Vídeo/ Guion referente a la temática religiosa y sobrenatural.

## Secuela
En 2011 se confirmó la producción de una secuela que trate sobre los orígenes, su estreno está previsto para 2012.